# Mi secretaria está loca... loca... loca
Mi secretaria está loca... loca... loca es una película de Argentina filmada en blanco y negro dirigida por Alberto Du Bois según su propio guion escrito en colaboración Esteban Urruty sobre el argumento de Esteban Urruty que se estrenó el 16 de marzo de 1967 y que tuvo como protagonistas a Violeta Rivas, Ricardo Blume, Paula Galés y Lalo Hartich. Fue  filmada en Lima, Perú.

## Sinopsis
La compañía de aviación para la que trabaja le regala a una secretaria un viaje al Perú.

## Reparto
- Violeta Rivas …Malena Elías
- Ricardo Blume …Alberto Ugarteche
- Paula Galés …Susana
- Lalo Hartich …Empleado
- David Tonelli
- Horacio Bruno …Pancho
- Benigno Ginzo
- Jaime de Mora y Aragón …Psiquiatra
- Fernando Larrañaga
- Zaima Beleño
- Chabuca Granda
- Jorge Barreiro …Director

## Comentarios
El Mundo dijo:

”Vacilante comedia que sólo por momentos asoma asoma un buen humor directo, pero que en términos generales no alcanza solidez”.

Clarín escribió:

”Romance, enredos, espectáculo y sobre todo canciones…para inspirar a ser gustada por públicos de todas las latitudes”.

La Nación opinó:

”Por momentos el espectador tiene la sensación de que el que está loco es él mismo”.